# Doodstraf in België
De doodstraf in België is afgeschaft sinds de wet van 11 juli 1996. Daarmee was België het laatste land in continentaal West-Europa dat de doodstraf afschafte in zowel vredes- als in oorlogstijd. Tevens werd de straf dwangarbeid met deze wet uit het strafrecht gehaald. Beide straffen werden vervangen door levenslange opsluiting voor gemeenrechtelijke misdrijven of levenslange hechtenis voor politieke misdrijven. De doodstraf werd al niet meer uitgevoerd sinds 1863 voor misdrijven van gemeenrecht. Dit nam niet weg dat het Strafwetboek van 1867 de doodstraf behield en voorzag in de doodstraf door onthoofding of het vuurpeloton. De straf werd na 1950 ook niet meer uitgevoerd voor oorlogsmisdadigers. 
De grondwettelijke afschaffing van de doodstraf volgde in 2005.

## Cijfers
- 1796 - 1814: tijdens het Napoleontische bewind werden er van de 787 ter dood veroordeelden ook 553 terechtgesteld.
- 1815 - 1830: tijdens het Oranjebewind werden er van de 242 vonnissen 71 uitgevoerd.
- 1830 - heden: na de Belgische onafhankelijkheid werden er 317 veroordelingen uitgevoerd (55 in de periode 1835-63, 20 in 1914-18, 242 in 1944-50), zonder de Duitse executies

## Geschiedenis

### Voor 1830

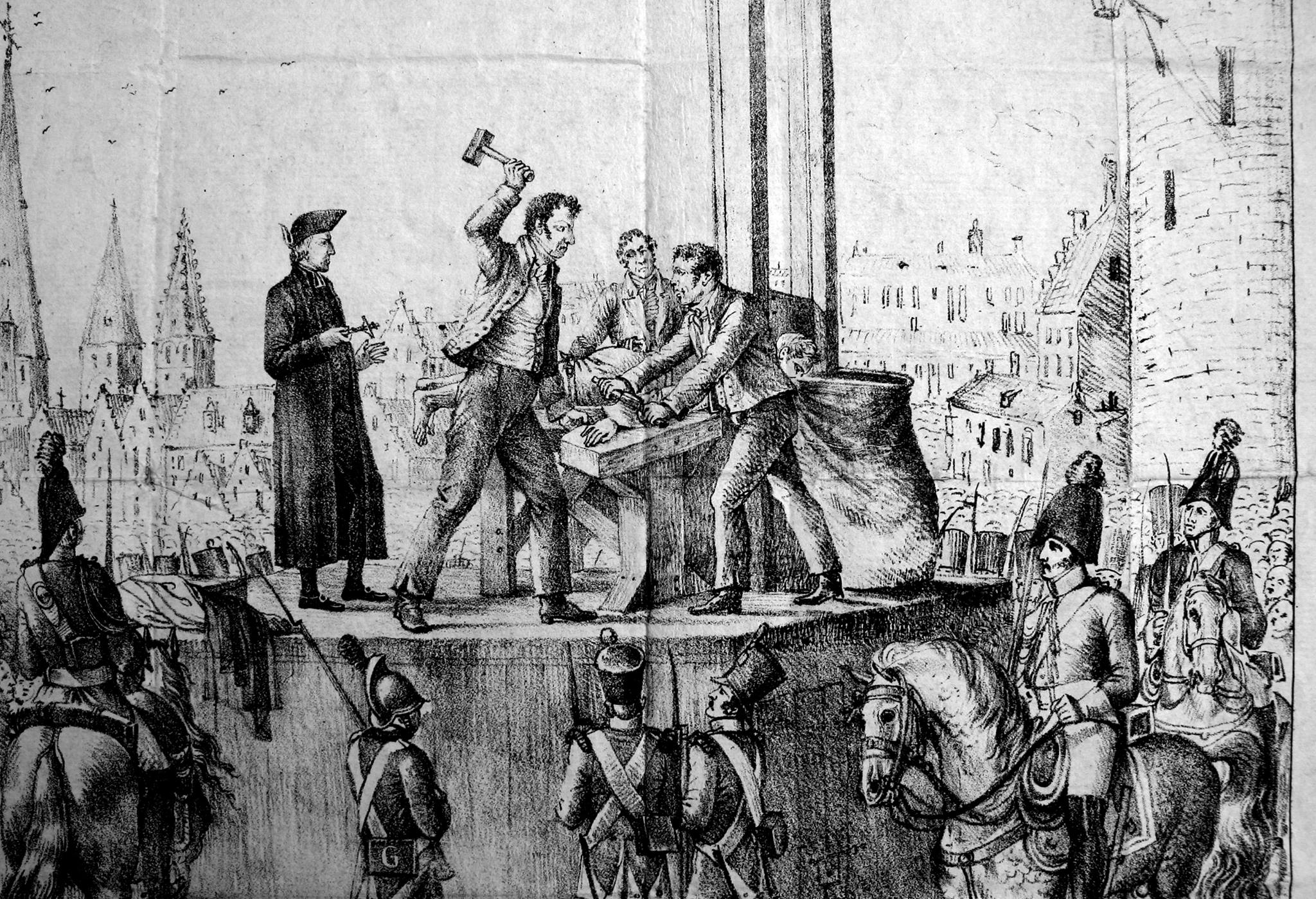
Terechtstelling van de vadermoordenaar Lieven van Butzel in 1822 te Gent: eerst wordt zijn hand afgehakt door een hamer op het kapmes te doen neerkomen, nadien volgt de guillotine.

In het ancien régime waren er verschillende manieren om terdoodveroordeelden te executeren. Steden hadden doorgaans een galgenveld waar executies gewoonlijk werden voltrokken of waar lijken werden geëxposeerd na terechtstelling op een centraal plein. Voor Brussel zijn er 535 executies gedocumenteerd in de 15e eeuw, 488 in de 16e eeuw, 122 in de 17e eeuw en 40 in de 18e eeuw. Dit betekent dat er op het hoogtepunt gemiddeld vijf executies per jaar waren, waarbij rekening moet worden gehouden dat Brussel als hoofdstad een groter "bereik" had dan gewone steden. In Mechelen, dat in de 15e en 16e eeuw niet veel kleiner was, waren er gemiddeld twee terechtstellingen per jaar.
In de Franse tijd kwam de guillotine naar de Belgische departementen en verdwenen de andere, als barbaars ervaren executiemethodes. Op 13 juli 1796 werd de valbijl gebruikt in Brussel (het toestel was overgebracht uit Gent) en ook in Brugge deed ze al snel dienst: twee Franse roofmoordenaars op 20 oktober 1796, François Salembier met 20 bendeleden op 2 november 1798 en Lodewijk Baekelandt met 22 bendeleden op 6 november 1803.
Onder het Verenigd Koninkrijk der Nederlanden nam Édouard Ducpétiaux stelling tegen de doodstraf in zijn boek De la peine de mort (1827).

### Guillotineringen tot 1863
In het jonge België was de afschaffing van de doodstraf ernstig overwogen maar niet doorgevoerd. Het genaderecht, door het Voorlopig Bewind toevertrouwd aan een commissie, werd door het Nationaal Congres tot een koninklijk prerogatief gemaakt. Leopold I maakte er ruim gebruik van: onder zijn bewind kwamen er van de 848 ter dood veroordeelden 55 effectief onder de guillotine. De controversiële terechtstelling van Coucke en Goethals deed in 1860 een campagne tegen de doodstraf oplaaien. Op 1 juli 1863 volgde nog de terechtstelling van Charles-Louis Kasteleyn te Ieper, waarna met de liberaal Jules Bara een verklaard tegenstander van de doodstraf minister van Justitie werd. Hoewel hij onvoldoende steun vond om de doodstraf uit het strafrecht te halen, kon hij een beleid van systematische niet-toepassing instellen. Leopold I ging ermee akkoord om via zijn genaderecht steeds alle doodstraffen om te zetten in levenslange dwangarbeid, later gevangenisstraf. De hervormde wetgeving rond terechtstellingen (artikelen 7-9 van het nieuwe Strafwetboek) zou hierdoor slechts een keer toepassing vinden.

### Eerste Wereldoorlog en laatste onthoofding
Tijdens de Eerste Wereldoorlog spraken de krijgsraden 222 doodstraffen uit, waarvan er twintig zijn uitgevoerd. In 19 gevallen gebeurde dit door het vuurpeloton: vier Belgische burgers (spionage), elf Belgische militairen (postverlating, desertie, insubordinatie) en vier Duitsers (spionage of oorlogsmisdaden). De 20e terechtstelling betrof Emile Ferfaille, een militair die was veroordeeld voor moord, daardoor zijn graad verloor en bijgevolg geguillotineerd werd. Zijn onthoofding op 26 maart 1918 was de laatste keer dat een doodstraf op gemeenrechtelijke wijze werd voltrokken in België.
In bezet gebied executeerden de Duitsers tientallen verzetsstrijders, onder meer op de Nationale Schietbaan. 35 slachtoffers zijn begraven op het Ereperk der Gefusilleerden.
Na de oorlog begon de vervolging van politieke, militaire en economische collaboratie. Tegen 36 veroordeelden werd de doodstraf uitgesproken, mogelijk gemaakt door de besluitwet van 11 oktober 1916. Koning Albert I wilde deze ook effectief kunnen voltrekken, maar de socialistische Justitieminister Emile Vandervelde ging daar niet in mee. Allen kregen genade.

### Tweede Wereldoorlog en nasleep
De Duitse bezetter stelde tijdens de Tweede Wereldoorlog enkele honderden burgers terecht, vaak gijzelaars wier dood een represaille was voor activiteiten van het verzet. In het Ereperk der Gefusilleerden zijn 261 terechtgestelden uit WOII begraven.
De repressie na de oorlog bracht 242 collaborateurs voor het vuurpeloton (op een totaal van ongeveer 2940 terdoodveroordelingen). De eerste executie vond plaats op 13 november 1944, de laatste op 9 augustus 1950. De oorlogstoestand werd speciaal verlengd om deze personen te kunnen berechten voor een militair tribunaal. Niet-begenadigde terdoodveroordeelden stierven door de kogel. Het vuurpeloton bestond uit twaalf rijkswachters, de veroordeelde was vastgebonden met het gezicht naar de executiepaal. 
Onder de terechtgestelden waren August Borms, Irma Laplasse en Leo Vindevogel, naast de 'beulen van Breendonk'. De laatste executie in België verricht was die van Philipp Schmitt, kampcommandant van Breendonk.

### Formele afschaffing
Door de terugkeer in 1950 naar de traditie van niet-uitvoering ontsnapten oorlogsmisdadigers als Richard De Bodt en Emile Van Coppenolle aan terechtstelling. De publieke verontwaardiging hierover dwong minister Joseph Pholien tot ontslag, wat een klimaat schiep dat het debat over de formele afschaffing van de doodstraf voor enige decennia bevroor.
De wet die een einde maakte aan het uitspreken van de doodstraf kwam in 1996 tot stand op initiatief van minister Stefaan De Clerck. Aangenomen nauwelijks een maand vóór de arrestatie van Marc Dutroux het land grondig dooreenschudde, maakte de wet mogelijk dat België zich aansloot bij mensenrechtelijke verdragen tegen de doodstraf: het Zesde Protocol bij het Europees Verdrag voor de Rechten van de Mens (Straatsburg, 28 april 1983) en het Tweede Facultatieve Protocol bij het Internationaal verdrag inzake burgerrechten en politieke rechten (New York, 15 december 1989). Nadien onderschreef België ook het EVRM Protocol nr. 13 betreffende de afschaffing van de doodstraf onder alle omstandigheden (Vilnius, 3 mei 2002).
De internationaalrechtelijke verbintenissen tegen de doodstraf werden in 2005 ook constitutioneel vergrendeld (artikel 14bis van de Belgische Grondwet).

## Belgische kolonies
Toen Leopold II begon met koloniseren, was het niet-uitvoeren van doodstraffen in België een feitelijke verworvenheid. Dit gold niet voor de Belgische koloniën. Weliswaar had de vorst een gratierecht waarvan hij soms gebruik maakte om doodstraffen om te zetten in levenslange dwangarbeid, maar dit was bijlange geen automatisme. Pas met het Koloniaal Charter van 1908 werd het koninklijk genaderecht trouwens officieel. Precieze gegevens over terechtstellingen ontbreken doordat onderzoekers geen toegang hebben tot procesdossiers jonger dan 100 jaar.
In de Onafhankelijke Congostaat, waar voor de inlanders rechteloosheid heerste, was vanaf 1886 bepaald dat terechtstellingen van blanken gebeurden door opknoping. De eerste die zo geëxecuteerd werd was de medicijnman Makoleka, die niet als een Congolese inlander werd beschouwd. Voor zijn terechtstelling op 31 december 1888 in Ponta da Lenha werd een schavot aangevoerd. Minder ceremonieel was er in 1895 voor de blanke Charles Stokes, wiens executie een als proces aangeklede roofoverval is genoemd.
De laatste executie onder Belgisch gezag was die van de Griek Jean Kageorgis, uitvoerder van de huurmoord op prins Louis Rwagasore. Na enig geweifel werd hij voor het vuurpeloton geleid op 30 juni 1962, de laatste dag van het Belgisch mandaat over Ruanda-Urundi.